# Porsche Type 754 T7
La  Porsche Type 754 T7, aussi appelée T7 ou 695, est un prototype conçu en 1959 par le constructeur automobile allemand Porsche. Il a servi de base à la Porsche 901 présentée au Salon de Francfort de 1963.
Ferdinand Alexander Porsche le développe pour succéder à la Porsche 356, un modèle à succès mais qui à la fin des années 1950 est en fin de course face à la concurrence. Porsche souhaite une voiture plus spacieuse et qui conserve son aspect sportif, mais également plus confortable.
L'avant du prototype est similaire à celui de la future 911 (l'arrière est cependant différend) et annonce également son châssis. La T7 dispose de quatre places alors que la 911 n'en aura que deux. Son empattement est plus long de 100 mm (jusqu'à 300 mm dans les premiers modèles) que celui de la 356.
Il est pourvu d'un moteur 4 cylindres à plat, conçu par Ernst Fuhrmann (en), de 1966 cm³ et qui développe 130 chevaux. La vitesse de pointe est de 200 km/h.
Le prototype peut être vu au musée Porsche à Stuttgart.